# محمد إسماعيل الموصلي
محمد إسماعيل الموصلي (1201 - 1251 هـ / 1786 - 1835 م) هو فقيه وشاعر ، من أهل الموصل.
هو محمد بن إسماعيل بن درويش الحنفي الموصلي. ولد في مدينة الموصل، وتلقى علومه فيها. اشتغل في مجالات العلوم والمعارف فقيهًا ومعلمًا. توفي بالموصل.
وقد حوى كتاب: «حلية البشر في تاريخ القرن الثالث عشر» لصاحبه عبد الرزاق البيطار ، نماذج من شعره.